# Zeeuwse Kunstkring
De Zeeuwse Kunstkring (ZKK) is een vereniging van beeldende kunstenaars werkzaam in Zeeland. De vereniging organiseert sinds 1968 jaarlijks ten minste twee exposities: een in de Vleeshal in Middelburg en een tweede elders in de provincie. De organisatie is regelmatig een gesprekspartner voor de uitvoering van het cultuurbeleid in de provincie Zeeland.

## Geschiedenis
De term Zeeuwse Kunstkring werd informeel gebruikt voor twee verenigingen, voordat in 1969 de Vereniging de Zeeuwse Kunstkring (ZKK) werd opgericht. De Vereniging van Zeeuwse Beeldende Kunstenaars wordt gezien als directe voorloper van de ZKK.

### Zeeuwse Kunstenaarskring
Hoewel er diverse groeperingen van kunstenaars op verschillende plaatsen in Zeeland actief waren, zoals de Kunstkring het Zuiden in Vlissingen, de Veerse Joffers en de groep rond Jan Toorop in Domburg, was er in de eerste helft van de 20e eeuw geen organisatie voor beeldende kunstenaars uit heel Zeeland en met als basis Middelburg. 
De Stichting Zeeuwse Kunstenaarskring poogde die lagune te vullen. Deze organisatie werd opgericht in Middelburg in 1955 op initiatief van Chris van Schagen.  Mede-oprichters waren Louis Heymans, Jac. Prince, Piet Rijken, Liesbeth Messer-Heijbroek, Anneke van der Feer en Claire Bonebakker. Soms werd ook wel de naam Zeeuwse Kunstkring gebezigd, zoals in een tentoonstelling in de galerie Van Benthem en Jutting in 1956 van de kunstenaars Andries Minderhoud en Dick Loef. Vanwege meningsverschillen over de verdeling van subsidies stapten sommige leden over naar een nieuwe vereniging,  de Vereniging van Zeeuwse Beeldende Kunstenaars.

### Vereniging van Zeeuwse Beeldende Kunstenaars
De Vereniging van Zeeuwse Beeldende Kunstenaars werd opgericht als Stichting in 1958. De leden van het eerste uur waren Ad Minderhout, Piet Rijken, Hans Heeren, Ad Duvekot, Jos But, Antoine Mes, Bram Pihl, Peter de Jong en Thea Spierenburg. 

### Vereniging de Zeeuwse Kunstkring (ZKK)
In 1969 werd de Vereniging de Zeeuwse Kunstkring opgericht en de afkorting ZKK gebruikt. Onder leiding van voorzitter Glaubitz werd reeds tijdens de oprichtingsfase in 1968 begonnen met de jaarlijkse kerstsalon, later  wintersalon genaamd, in de Vleeshal van het stadhuis van Middelburg. Bij het 65-jarig bestaan van de ZKK in 2023 werd voor de 55e maal de wintersalon in de Vleeshal georganiseerd.

### De Zeeuwse kunstkring en het cultuurbeleid
De Zeeuwse kunstkring profileerde zich vooral als expositievereniging en in veel mindere mate als organisatie voor belangenbehartiging. In 1969 leidde dat tot een splitsing waarin de kunstenaars met een meer uitgesproken mening over cultuurbeleid zich verenigden in de Beroepsvereniging Beeldende Kunstenaars Zeeland (BBK). Initiatiefnemers van de BBK waren Geert van Fastenhout, Guido Metsers, George Degenhart, George ter Horst, Frits Salomons en Hans de Gier.
Kunstwerken van leden van de ZKK kwamen in aanmerking voor de aankoopsubsidie. Verder is de Zeeuwse kunstkring regelmatig betrokken geweest bij initiatieven en discussies inzake cultuurbeleid in de provincie Zeeland.
- In 1973 maakte de ZKK haar ongenoegen publiekelijk bekend met de selectie van werken voor de "Zeeuwse collectie", een initiatief van de Zeeuwse Culturele Raad.[12]
- In 1975 was ZKK een van de initiatiefnemers van de oprichting van het Kunstenaarscentrum Zeeland, met subsidie van de provinciale overheid.[13]

## (Oud-) Leden
Deze lijst omvat leden van de Vereniging van Zeeuwse Beeldende Kunstenaars en van de Vereniging de Zeeuwse Kunstkring. De lijst van (oud)-leden is niet volledig.
- Peter Andringa
- Ben d´Armagnac
- Els van Baarle
- Jacques Benschop
- Fred van de Berge
- Peter van Beveren
- Leendert Beye
- Dick van Biemen
- Sjoerd Bijlsma
- Liesbeth Binkhorst
- Pieter de Bodt
- Nico van den Boezem
- Cobi Boone
- Ad Braat
- Tessa Braat-Voorhuis
- Anne Breel
- Han van den Broeke
- Jan Bruens
- Jorien Brugmans
- Cocky Bruynzeel-van Leeuwen
- Piet Bulthuis
- Jos But
- Leendert Buth
- Miems van Citters
- Ans Couwenberg
- Hans Cool
- Yvonne Cools
- Anneke Coppoolse
- Joop Dam
- Rien Dekker
- Gerrit Dekker
- Ger van Dijk
- Waalko Dingemans
- Jaap Domisse
- Rie van Driel
- Leen van Duivendijk
- Ad Duvekot

- Tim van Eenennaam
- Jan Eikenaar
- Saskia Eggink
- Geert van Fastenhout
- Marijke Folkertsma
- Leo Frenks
- Ben Game
- Adri Geelhoed
- An Goedbloed
- Herman Goetheer
- Sárika Góth
- Colleen Graham
- Marijke Gussenhoven
- Jan Haas
- Alice Hamerlinck
- Jan de Heer
- Tine Heestermans
- Toos den Herder
- Michiel Hermsen
- Louis Heymans
- Tie Hof
- Hajo Hoffman
- Wim Hofman
- Hansje den Hollander
- Els Hollebrandse
- Rob Hollman
- Helma Hulscher
- Peter Jansen
- Dolf Jaspers
- Harald Jean Lassoy
- Ernest Joachim
- Peter de Jong
- Dies de Jonge
- Jan Jongschaap

- Anne Mary Kappers-Hengeveld
- André Kappert
- Jan Kettelerij
- Han ter Keurs
- Reimond Kimpe
- Bernhard Kirchgaesser
- Johan Klein
- Marie-Louise Kommers
- Joke Konings
- Henk Kooger
- Silvia Kooman
- Juul Kortekaas
- Els van Kraay
- Irmgard Krause-Rau
- Hans van der Kroef
- Ton Lamper
- Marja de Lange
- Jacqueline van Langevelde
- Elly de Leau
- Jan van Leeuwen
- Margreet Leijdekker
- Gabriela Lelieveld-Krawczuk
- Giel Louws
- Peer van Meer
- Piet Meeuwse
- Gerard Menken
- Antoine Mes
- Liesbeth Messer-Heijbroek
- Guido Metsers
- Andries Minderhout
- Renée Mink
- Cees Mulder
- Matthy Murre
- Reinier de Muynck
- Rinus van der Neut
- Laurens Nieboer
- Dick Pieters
- Abraham Pihl
- Glenn Priester
- Jacques Prince

- Janneke Rammeloo-Weyland
- Jeltje Ratsma
- Naomi Remijn
- Wim Riemens
- Jon van Riet
- Do van Rijn
- Jan Rijnsaard
- Marcel Robbe
- Ben van Rooij
- Annemiek van Rooijen
- Gerda Rutters
- Chris van Schagen
- Anneke Schenk
- Ilona Schmit
- Gerda Schout
- Rijnhard Schregardus
- Gabrielle Schreuder
- Pierre Schwartz
- Henny Schwartz - van Keulen
- Marian Siereveld
- Ada Simonse
- Paula Slieker
- Thea Spierenburg
- Ted Stigter
- Fransje van der Swan
- Paula Termeer
- Willem Vaarzon Morel jr.
- Cor Verdonschot
- André Verheije
- Bea Verheul
- Evelien Verhulst
- Christina de Vos
- Kees van der Vossen
- Kees van de Wetering
- Hetty de Wette
- Christel Wijland
- Jan van Wilgenburg
- Joost Wilgers
- Volkert van der Willigen
- Sjaak de Wit
- Rien van Zeist

### Externe bron
- website van De Zeeuwse Kunstkring

### Voetnoten
1. 1 2   van Vloten, Francisca  (1 september 1998). Zeeuwse Kunstkring 1958-1998: Bolwerk van Zeeuwse Kunstenaars. Zeeuws Tijdschrift 1998/5  48
2. ↑  Zeeuwse schilders | Schilderijen Site. Geraadpleegd op 31 mei 2023.
3. ↑  Kunstenaars de vier gemeten. www.viergemeten.nl. Geraadpleegd op 30 mei 2023.
4. ↑  Andries Minderhoud en Dick Loef exposeren. Krantenbank Zeeland. Provinciale Zeeuwse Courant (25 september 1956). Geraadpleegd op 31 mei 2023.
5. ↑   Warren, Hans, Hedendaagse beeldende kunst in Zeeland. Tijdschriftenbank Zeeland. Zeeuws Tijdschrift (1 januari 1969). Geraadpleegd op 1 juni 2023.
6. ↑  Zeeuwse beeldende kunstenaars exposeren in Middelburg. Krantenbank Zeeland. Provinciale Zeeuwse Courant (24 december 1958). Geraadpleegd op 30 mei 2023.
7. ↑  Nieuwe organisatie van Zeeuwse kunstenaars. Krantenbank Zeeland. Provinciale Zeeuwse Courant (13 januari 1958). Geraadpleegd op 2 juni 2023.
8. ↑  Beatmuziek bij opening kerstsalon Zeeuwse Kunstkring. Krantenbank Zeeland. Provinciale Zeeuwse Courant (21 december 1968). Geraadpleegd op 2 juni 2023.
9. ↑  Zeeuwse Kunstkring nog niet met pensioen. www.internetbode.nl (13 december 2023). Geraadpleegd op 1 januari 2024.
10. ↑  GS en kunstenaars voor het eerst aan conferentietafel. Krantenbank Zeeland. Provinciale Zeeuwse Courant (18 september 1969). Geraadpleegd op 11 juni 2023.
11. ↑  Zierikzee wil aankoop kunstwerken stimuleren. Krantenbank Zeeland. Provinciale Zeeuwse Courant (8 februari 1989). Geraadpleegd op 16 juni 2023.
12. ↑  Kunstenaars verwijten directeur ZCR Koch onrechtmatig optreden. Krantenbank Zeeland. Provinciale Zeeuwse Courant (24 mei 1973). Geraadpleegd op 11 juni 2023.
13. ↑  NRC Handelsblad, "Zeeland is eigen kunstcentrum rijker", Delpher.nl, 18 maart 1975. Geraadpleegd op 4 juni 2023.
14. ↑  50 jaar Zeeuwse Kunstkring. den Boer/de Ruiter, Vlissingen (2008). ISBN 9789074576901.

Leden: Miems van Citters · Leen van Duivendijk · Adri Geelhoed

Oud-leden: Ad Braat · Han van den Broeke · An Goedbloed · Sárika Góth · Jan Haas · Louis Heymans · Wim Hofman · Peter de Jong · Han ter Keurs · Reimond Kimpe · Liesbeth Messer-Heijbroek · Guido Metsers · Dick Pieters · Wim Riemens · Chris van Schagen · Kees van de Wetering